# P/2016 P5 (COIAS)
P/2016 P5 (COIAS)（COIAS彗星、コイアス彗星）は、2016年に撮影された画像から、2025年に最初に発見されて報告・公表された彗星である。
すばる望遠鏡が撮影したアーカイブ画像から太陽系小天体を探す日本の市民科学プロジェクトであるCOIASのユーザーによって発見された初めての周期彗星である。

## 発見の経緯
2023年7月に公開されたウェブアプリケーション「COIAS」では、2014年から2021年にかけてすばる望遠鏡で行われたHSC戦略枠プログラム (HSC-SSP)で撮影され、データリリース(PDR3)として広く公開されている画像を使って、未発見の小惑星や彗星を捜索することができる。
COIASで新天体を捜索していたユーザーの1人が、「COIASで解析した2016年7月3日と7月7日に撮影された画像に写っている天体に、彗星のような活動が見える」と2025年3月16日に、COIAS開発チーム代表の浦川聖太郞（日本スペースガード協会）に連絡した。この天体は2016年8月1日に撮影された画像に写っていたところを既にCOIASにより発見されていたが、その際は彗星と気づかれず、小惑星候補として報告されていた。その後、同年7月29日に撮影された画像にも彗星活動を見せるこの天体が検出された。また、同年8月9日に撮影された画像にもこの天体が写っていたが、彗星活動は写っていなかった。浦川はこの天体の彗星状の外観やコマや尾の大きさ・長さについて3月17日に小惑星センター（MPC）に通報、報告した。
報告後、この天体が彗星候補として小惑星センターのウェブサイト「PCCP (Possible Comet Confirmation Page) 」に掲載されると、公開されている世界中の天文台の画像などからプレカバリーと呼ばれる、撮影された画像に写っているも気づかれなかった観測がないかアマチュア・研究者によって捜索された。
ウェスタンオンタリオ大学のロバート・ワークは、ハワイ・マウイ島のハレアカラ山頂にある Pan-STARRS1 が2016年7月7日、10月30日、そして2015年7月から10月にかけて撮影した画像からこの天体を発見した。特に、2015年の7月27日、7月28日、10月10日に撮影された画像ではコマが見えることを、浦川の報告の翌日である2025年3月18日にMPCに報告した。
アメリカ・カリフォルニア州シミバレー在住のアマチュア天文家サム・ディーンは、2012年7月22日と2016年8月30日のすばる望遠鏡の画像、2013年7月28日にチリ・パラナル天文台にある口径 2.6m のVLT掃天望遠鏡（VST）からもこの天体を発見した。
さらに彼は、2012年から2016年にかけての出現の次の回帰に相当する2023年4月17日と4月23日にチリ・セロ・トロロ汎米天文台にある口径4mのビクター・M・ブランコ望遠鏡に搭載された DECam が撮影した画像からこの天体を検出した。逆に、1つ前の回帰に相当する2004年6月23日にスペイン領カナリア諸島ラ・パルマ島のロケ・デ・ロス・ムチャーチョス天文台にある口径 2.5m のアイザック・ニュートン望遠鏡が撮影した画像からもこの天体を検出した。
こうして3回の回帰、6878日（18.83年）におよぶ観測期間から合計58件の観測データが集まり、2025年3月21日に小惑星センターから小惑星電子回報 （MPEC） 2025-F40号にて発見が正式に公表され、同日には国際天文学連合の天文電報中央局からのCBET5529号より発見がアナウンスされた。

## 特徴
木星に何度も接近する木星族彗星・準ヒルダ群彗星で、円軌道に近い彗星としては珍しい軌道を持ち、1979年から2165年にかけて木星に8回接近する。
接近のたびに木星の重力により軌道が大きく変化し、サム・ディーンはこの彗星が元々木星軌道の外側を公転していたところを、1979年と1988年の接近を経て木星軌道の内側に入り込む現在の軌道になったと指摘している。さらに彼は、2054年の接近ではさらに太陽系の内側に入り込むが、2080年代の接近で再び軌道長半径が大きくなると指摘している。
国際天文学連合による彗星の命名ガイドラインでは、「ウェブ公開された画像から発見された彗星には、確立されたチームによる画像でない限り命名されない」との規則があるが、P/2016 P5 には発見当初からCOIAS彗星と命名された。COIASから最初に発見された彗星であるC/2015 K7は当初名前がつかず、2025年4月になって事後的に命名されたため、P/2016 P5 の公表時点ではP/2016 P5 が最初にCOIASの名前を冠した彗星となった。